# Kamila Vodičková
Kamila Vodičková (Litoměřice, 19 dicembre 1972) è un'ex cestista ceca, fino al 1992 cecoslovacca, professionista nella WNBA.

## Carriera
È stata selezionata dalle Seattle Storm al primo giro del Draft WNBA 2000 (9ª scelta assoluta).
Con la Cecoslovacchia ha disputato i Giochi olimpici di Barcellona 1992.
Con la Rep. Ceca ha disputato tre edizioni dei Campionati europei (1995, 1997, 1999).

## Palmarès
- Campionessa WNBA (2004)